# アビニヨンの娘たち

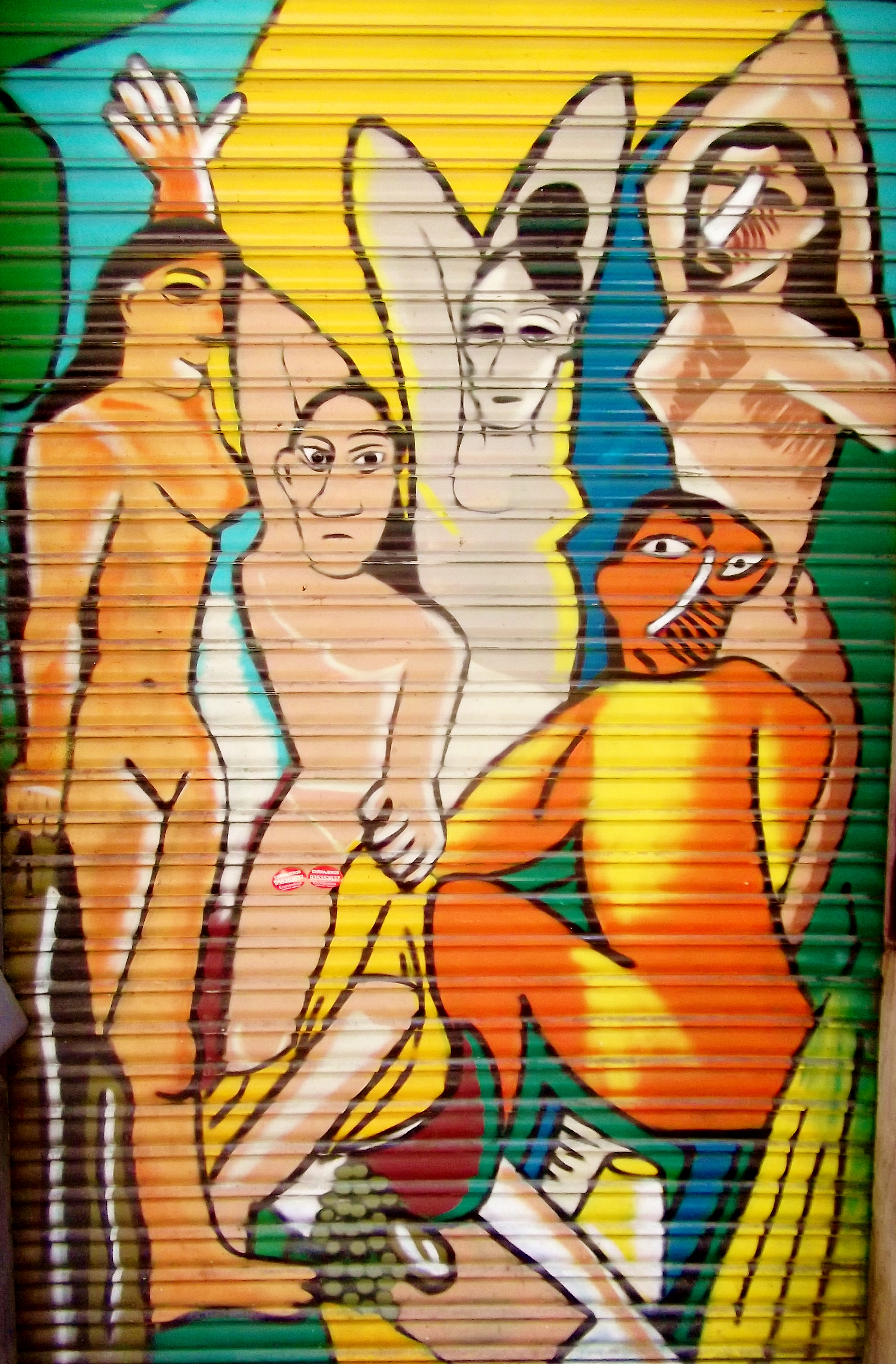
シャッターに描かれた絵

『アビニヨンの娘たち』（仏: Les Demoiselles d'Avignon）は、1907年にパブロ・ピカソがアフリカ彫刻に興味を持ち描いた絵画作品。
これが後に起こる「キュビスム革命」の発端となった。「アビニヨンの女たち」ともいう。描かれた当時のバルセロナのアビニョ通り（carrer d'Avinyó）には売春宿があり、そこの売春婦たち5人を描いたものである。ニューヨーク近代美術館蔵。